# Tobaccoville
Tobaccoville is een plaats (village) in de Amerikaanse staat North Carolina, en valt bestuurlijk gezien onder Forsyth County en Stokes County.

## Demografie
Bij de volkstelling in 2000 werd het aantal inwoners vastgesteld op 2209.
In 2006 is het aantal inwoners door het United States Census Bureau geschat op 2536, een stijging van 327 (14,8%).

## Geografie
Volgens het United States Census Bureau beslaat de plaats een oppervlakte van
18,4 km², geheel bestaande uit land.

## Plaatsen in de nabije omgeving
De onderstaande figuur toont nabijgelegen plaatsen in een straal van 16 km rond Tobaccoville.